# Dúo Del Valle
Víctor y Luis del Valle son dos pianistas que actúan con obras compuestas para piano a cuatro manos o  a dúo (con dos pianos).

## Trayectoria artística

### Inicios
Originarios de Vélez Málaga, estudiaron en la Escuela Superior de Música Reina Sofía (Madrid) dirigidos por Dimitri Bashkirov y Claudio Martínez Mehner.
Debutaron en el año 2004 en el Auditorio Nacional de Música de Madrid.

### Premios
Han ganado diversos premios entre los que se encuentran el ARD International Music Competition (Munich, 2005) y la Medalla de Plata del ciclo "El Primer Palau" (Palau de la Música de Cataluña. Barcelona, 2005). También han sido galardonados en el "Musiques d'Ensemble 2008" y ganadores del "Premio del Público" en la "XI Dranoff International Two Piano Competition" de Miami.
También en el año 2005 lograron el galardón del  Premio Especial Mozart en el Bialystok International Piano Duo Competition en Polonia.
En el año 2011 obtuvieron el Premio del Público en el XXI Central European Music Festival (Zilina, Eslovaquia).

### Gira con Pasión Vega
Durante el año 2013 y 2014, tuvieron una gira que, con el nombre "Dos pianos con Pasión", Víctor y Luis tocaban el piano junto a Pasión Vega en un espectáculo fusión de distintas corrientes musicales.

### Gira impulse
Durante el año 2016 el Dúo del Valle realizará la gira "Impulse" por varios puntos de la geografía española.

## Discografía
- 54 Internationaler Muskwettbewerb der ard München'. (2005). Konzert für zwei Klaviere und Orchester, Es - Dur, Kv. 365 Münchener Kammerorchester de W.A.Mozart.
- 16º Ciclo Música Contemporánea Málaga. (2009). Bajo la dirección de Nacho de Paz.
- El Primer Palau XI Temporada (2006). Concierto para dos pianos y orquesta de B. Bartók, dirigidos por Manuel Valdivieso.
- VICTOR & LUIS DEL VALLE Live in Concert (2007). DVD con la actuación del "Dúo del Valle en la Sala María Cristina de las obras de Mozart, Bizet, Gershwin y Ligeti.